# Taken Days
Taken Days ist eine im Jahr 2017 gegründete kalifornische Pop-Punk-Band.

## Geschichte
Taken Days wurde 2017 von Corey Glockner (Gesang, Bass), Brent Waterworth (Gesang, Gitarre) und Landon Asbury (Schlagzeug) gegründet. Nach zwei EPs folgte 2001 das Debütalbum „Every Second…“ und 2003 schließlich das zweite Album „Any Minute“, das in Europa über SBÄM Records und in Nordamerika über 55Rose Records vertrieben wird. 2024 gingen Taken Days zusammen mit Mest zusammen in Europa auf Tour.

## Stil
Die Band beschreibt ihren Stil selbst als „mid-tempo/pop punk/emo/big chorus“ und wurde stilistisch mit Bands wie Alkaline Trio, MxPx, The Ataris, The Menzingers, Bayside, Teenage Bottlerocket oder Blink-182 verglichen.

## Diskografie
- 2021: Every Second… (Album, Wiretap Records)
- 2023: Any Minute (Album, SBÄM Records / 55Rose Records)